# Route départementale 200 (Oise)
Pour les articles homonymes, voir D200 et Route départementale 200.
La route départementale 200, abrégée en RD 200 ou D 200, est une des Routes de l'Oise, qui relie Thiverny à Compiègne. Elle est doublée en 2X2 voies durant les deux tiers de son parcours.

## Tracé de Thiverny à Compiègne

### De Thiverny à la D1016 (Nogent-sur-Oise)
- Thiverny
  - Intersection avec la D92E (dans le prolongement de la D92) : Tiverny-centre
- Début de voie express
  -  le Thérain
- Montataire-centre, plaine industrielle; Creil-nord, rive droite (D123)
- Échangeur entre la RD201 et la RD200 : Autoroute A1 (Paris), Creil-rive gauche, Chantilly, Senlis
- Giratoire de Gournay : Montataire-gournay; les Marches de l'Oise
- Fin de voie express
- Nogent-sur-Oise
  - Giratoire avec la D916A : Centre-ville; Laigneville
  - Intersection : Nogent-sur-Oise - République
- Échangeur entre la RD1016 et la RD200 : Autoroute A16, Beauvais, Amiens, Liancourt, Clermont; Autoroute A1, Autres directions, Villers-Saint-Paul, Pont-Sainte-Maxence
- Tronçon commun D200-D1016

### De la D1016 (Nogent-sur-Oise) à la D1017 (Pont-Sainte-Maxence)
- Tronçon commun D200-D1016
- Échangeur entre la RD1016 et la RD200 : Creil, Chantilly, Senlis; Beauvais, Amiens
  -  la Brêche
- Giratoire du Parc de la Brêche
  -  Aire de service , station-service Total (sens D1016-Compiègne)
- Giratoire avec l'avenue des Pommiers
- Début de voie express
- Rieux; Brenouille; Angicourt, Cinqueux (D75)
- Fin de voie express
- Giratoire avec la D29 : Liancourt; Pont-Sainte-Maxence
- Giratoire avec la D1017 : Pont-Sainte-Maxence; Arras, Cambrai, Estrées-Saint-Denis, Saint-Martin-Longueau

### De la D1017 (Pont-Saint-Maxence) à Compiègne
- Intersection avec la D1017
- Début de voie express
- : Accès à l'Autoroute A1 ( 9)
- : Verberie, Chevrières; Longueil-Sainte-Marie (D155 et D156)
- : Le Meux, zone industrielle (D98)
  -  l'Oise
- : La Croix-Saint-Ouen (D210)
- Fin de voie express (maintien de la configuration 2X2 voies)
- Giratoire : Lycée
- Traversée de la Zac de Mercières (Jaux)
  - Giratoires d'accès
- Compiègne
  - Giratoire avec la RD1131.